# Abbaye de Newbattle
L’abbaye de Newbattle est une ancienne abbaye cistercienne située dans le village  éponyme (en) (dans le council area) de Midlothian), en Écosse. Elle a été fermée en 1560 et un manoir, devenu à l'époque actuelle un collège, a été rebâti à son emplacement.

## Histoire

### Fondation
L'abbaye de Newbattle est fondée en 1140 par le roi David Ier.

### Moyen Âge
La construction de l'abbaye dure jusqu'à la fin du XIIe siècle. En 1390, lorsque l'abbé Nicholas restaure l'abbaye, celle-ci compte jusqu'à 80 moines et 70 frères convers.

### Liste des abbés connus de Holmcultram
- Ralph (ou Radulphus), élu en 1140 ;
- Alfred, élu en 1159 ;
- Hugh, élu en 1179 ;
- Adam, élu en 1201 ;
- Alan, élu en 1213, nommé abbé de Melrose le 8 juin 1214 ;
- Richard, élu en 1214 ;
- Adam de Halcarres, élu en 1216, mort en 1245 ;
- Richard, élu en 1218 ;
- Constantine, élu en 1230, quitte sa charge en 1236 ;
- Rodger, élu en 1236, mort à Vaudey en 1256 ;
- William, élu en 1256 ;
- Adam, élu en 1259, puis abbé de Melrose ;
- Guido, élu en 1261 ;
- Patrick, élu en 1269 ;
- Walter, élu en 1272 ;
- Waldeve, élu en 1273 ;
- John, élu en 1275 ;
- Gervase, élu en 1312 ;
- William, élu en 1328 ;
- Andrew, élu en 1330 ;
- William, élu en 1350 ;
- Hugh, élu en 1360 ;
- Nicholas, élu en 1390 ;
- John Cugy, élu en 1402 ;
- William Manuel, élu en 1413 ;
- William Hyrrot, élu en 1458 ;
- Patrick Meadow, élu en 1460 ;
- John Crechtoune, élu en 1470 ;
- John Crechtoune, élu en 1474 ;
- John, élu en 1479 ;
- Andrew, élu en 1494 ;
- John, élu en 1512 ;
- Edward Shewill (ou Saewill), élu en 1526 ;
- James (ou John), élu en 1531 ;
- John Haswell, élu en 1542 ;
- Mark Ker[note 1], élu en 1547, dernier abbé[3].

### Dissolution du monastère
À la Réforme, les abbayes écossaises sont fermées. Celle de Newbattle n'échappe pas à la règle. Les moines sont chassés en 1560, et la famille Lothian acquiert l'abbaye. Elle la fait détruire et construire à la place un manoir. Seule la crypte est d'origine